# Darnah (kommune)
Darnah (درنة) er en af Libyens kommuner. Den ligger i den nordøstlige ende af landet, og hovedbyen er Darnah.
På sin nordlige side har Darnah en kystlinje til Middelhavet. På land grænser den op til de følgende kommuner:
- Al Qubah – vest og syd
- Al Butnan – sydøst

32°30′N 22°40′Ø / 32.500°N 22.667°Ø